# Жаукенов, Василий Николаевич
Василий Николаевич Жаукенов (род. 23 декабря 1988 года) — российский и казахстанский игрок в хоккей с мячом, полузащитник ХК «Кузбасс» и сборной Казахстана.

## Карьера
Заниматься хоккеем с мячом начал в родном Абакане. Первый тренер – В. А. Баранцев.
В 2006 году на Жаукенова обратили внимание тренеры главной команды клуба «Саяны». В дебютном сезоне в Высшей лиге за команду провёл 12 игр. В следующем сезоне закрепился в основном составе команды и провёл 26 игр. В сезоне 2008/09 в клубе были трудности с финансированием и команда была вынуждена покинуть высший дивизион, в следующем сезоне выступая в первенстве России среди команд первой лиги. Жаукенов с рядом ведущих игроков покинул команду.
В 2009 году продолжил игровую карьеру в хабаровском клубе «СКА-Нефтяник», с которым подписал контракт на три года. За два сезона он провёл всего 2 игры в главной команде и 23 — за «СКА-Нефтяник»-2 (фарм-клуб), выступающий в турнире команд Первой лиги.
Расторгнув в межсезонье контракт с хабаровским клубом, в 2011 году вернулся в клуб «Саяны-Хакасия», выступающий в Высшей лиге — втором дивизионе (с 2011 года) российского хоккея с мячом. В сезоне 2011/12 в турнире команд Высшей лиги принял участие в 25 играх и забил 18 мячей, и по итогам сезона вернулся с командой в высший дивизион — Суперлигу. В следующем сезоне клуб вновь имел проблемы с финансированием, и команда, теряя ведущих игроков, заявилась для участия в турнире рангом ниже в предстоящем сезоне 2013/14.
Продолжил свои выступления в Суперлиге, выступая с 2013 по 2015 год за красноярский «Енисей», с которым дважды стал обладателем золотых медалей чемпионата России.
В сезоне 2015/16 выступал за иркутскую «Байкал-Энергию», с которой стал серебряным призёром чемпионата России.
С 2016 года выступает за кемеровский «Кузбасс».
В 2016 году получил приглашение в сборную Казахстана, в её составе принимал участие в чемпионатах мира 2016, 2017, 2018 годов.

## Образование
Выпускник юридического факультета Хакасского государственного университета.

## Достижения
Чемпион России: 2014, 2015 

 Серебряный призер чемпионата России: 2016 

 Бронзовый призер чемпионата России: 2022 

 Обладатель Кубка России: 2015

 Финалист Кубка России: 2014

 Победитель Первенства России среди команд Высшей лиги: 2012

### Комментарии
1. ↑  Количество игр и голов за клуб(ы) в высшем дивизионе чемпионатов России
2. ↑  Результативные передачи